# Райзісвіль
Райзісвіль (нім. Reisiswil) — громада  в Швейцарії в кантоні Берн, адміністративний округ Верхнє Ааргау.

## Географія
Громада розташована на відстані близько 39 км на північний схід від Берна.
Райзісвіль має площу 2 км², з яких на 5,6% дозволяється будівництво (житлове та будівництво доріг), 63,5% використовуються в сільськогосподарських цілях, 30,5% зайнято лісами, 0,5% не є продуктивними (річки, льодовики або гори).

## Демографія
2019 року в громаді мешкало 174 особи (-10,8% порівняно з 2010 роком), іноземців було 6,3%. Густота населення становила 87 осіб/км².
За віковим діапазоном населення розподілялося таким чином: 23,6% — особи молодші 20 років, 59,2% — особи у віці 20—64 років, 17,2% — особи у віці 65 років та старші. Було 77 помешкань (у середньому 2,3 особи в помешканні).
Із загальної кількості 57 працюючих 21 був зайнятий в первинному секторі, 0 — в обробній промисловості, 36 — в галузі послуг.